# Macromitrium longicaule
Macromitrium longicaule är en bladmossart som beskrevs av C. Müller 1849. Macromitrium longicaule ingår i släktet Macromitrium och familjen Orthotrichaceae. Inga underarter finns listade i Catalogue of Life.